# Adonisea fulleri
Adonisea fulleri là một loài bướm đêm trong họ Noctuidae.